# Saudafjorden
Saudafjorden er en fjordarm som strækker sig fra Sandsfjorden i Suldal og ind til byen Sauda. Saudafjorden er en sidegren til Boknafjorden, og den strækker sig op i den nordlige del af Rogaland fylke i Norge. Saudafjorden er en åben, vid fjord med en dybde på op i nærheden af 400 meter.

## Miljø
Inderst i fjorden ligger Sauda Smelteværk som i 1981 bl.a. tilførte fjorden ca. 100 ton mangan, ca. 25 ton zink samt ca. 2 tnn PAH.
Fjorden bærer præg af at være stærkt forurenet, og den inderste del af fjordbunden er dækket med et flere meter tykt lag af sediment som består af affaldsstoffer som er dumpet fra værket. Dumpningen pågik fra 1912 og frem til slutningen af 1980'erne. PAH og tungmetaludslip akkumuleres i skæl og fisk. Omfattende tiltag er sat i gang for at vende udviklingen, og fjorden er blevet betraktelig renere i løbet af de sidste 20 år. Saudafjorden er ikke længere et af landets mest forurenede steder, og der er nu givet tilladelse til at spise fisk, blåmusling og lignende fra fjorden. Fjorden blev også brugt som affaldsplads frem til 1970'erne.
59°35′N 6°18.5′Ø / 59.583°N 6.3083°Ø